# Matteo Rossi (schermidore)
Matteo Rossi (Ravenna, 30 aprile 2005) è uno schermidore italiano, specializzato nella spada.